# Escrime aux Jeux olympiques d'été de 1960
Navigation
Melbourne 1956 Tokyo 1964
Cette page présente les résultats des compétitions d'escrime aux Jeux olympiques d'été de 1960.
8 épreuves ont eu lieu.
- six chez les hommes (trois individuelles et trois par équipes)
- deux chez les femmes (fleuret individuel et par équipes)

la compétition de fleuret par équipes apparait pour la première fois chez les femmes.

## Tableau des médailles
| Rang | Nation               | Or | Argent | Bronze | Total |
| ---- | -------------------- | -- | ------ | ------ | ----- |
| 1    | Union soviétique     | 3  | 2      | 2      | 7     |
| 2    | Hongrie              | 2  | 2      | 0      | 4     |
| 3    | Italie               | 2  | 1      | 3      | 6     |
| 4    | Allemagne de l'Ouest | 1  | 0      | 1      | 2     |
| 5    | Grande-Bretagne      | 0  | 2      | 0      | 2     |
| 6    | Pologne              | 0  | 1      | 0      | 1     |
| 7    | États-Unis           | 0  | 0      | 1      | 1     |
| -    | Roumanie             | 0  | 0      | 1      | 1     |

## Résultats

### Podiums masculins
| Épreuves                                | Or | Argent                                                                                                | Bronze |
| --------------------------------------- | --- | --- | --- |
| Épée individuelle résultats détaillés   | Giuseppe Delfino                                                                                              | Allan Jay                                                                                             | Bruno Habārovs                                                                                            |
| Épée par équipes résultats détaillés    | Italie Giuseppe Delfino Edoardo Mangiarotti Fiorenzo Marini Carlo Pavesi Alberto Pellegrino Gianluigi Saccaro | Grande-Bretagne Allan Jay Michael Alexander Raymond Harrison Bill Hoskyns Michael Howard John Pelling | Union soviétique Guram Kostava Valentin Chernikov Arnold Chernushevich Bruno Habārovs Aleksandr Pavlovski |
| Fleuret individuel résultats détaillés  | Viktor Zhdanovich                                                                                             | Yuriy Sisikin                                                                                         | Albert Axelrod                                                                                            |
| Fleuret par équipes résultats détaillés | Union soviétique Yuriy Rudov Mark Midler German Sveshnikov Viktor Zhdanovich Yuriy Sisikin                    | Italie Mario Curletto Luigi Carpaneda Edoardo Mangiarotti Alberto Pellegrino Aldo Aureggi             | Allemagne de l'Ouest Tim Gerresheim Jürgen Brecht Eberhard Mehl Jürgen Theuerkauff                        |
| Sabre individuel résultats détaillés    | Rudolf Kárpáti                                                                                                | Zoltán Horváth                                                                                        | Wladimiro Calarese                                                                                        |
| Sabre par équipes résultats détaillés   | Hongrie Rudolf Kárpáti Zoltán Horváth Pál Kovács Aladár Gerevich Gábor Delneky Tamás Mendelényi               | Pologne Wojciech Zabłocki Emil Ochyra Jerzy Pawłowski Ryszard Zub Andrzej Piątkowski Marian Kuszewski | Italie Mario Ravagnan Roberto Ferrari Pierluigi Chicca Giampaolo Calanchini Wladimiro Calarese            |

### Podiums féminins
| Épreuves                                | Or | Argent | Bronze                                                                                   |
| --------------------------------------- | --- | --- | ---------------------------------------------------------------------------------------- |
| Fleuret individuel résultats détaillés  | Adelheid Schmid | Valentina Rastvorova                                                                                            | Maria Vicol                                                                              |
| Fleuret par équipes résultats détaillés | Union soviétique Aleksandra Zabelina Galina Gorokhova Valentina Prudskova Valentina Rastvorova Tatyana Samusenko-Petrenko Lioudmila Chichova | Hongrie Katalin Juhász-Nagy Magdolna Nyári-Kovács Ildikó Rejtő Lídia Dömölky-Sakovits Györgyi Marvalics-Székely | Italie Claudia Pasini Antonella Ragno-Lonzi Velleda Cesari Irene Camber Bruna Colombetti |